# The Metallica Blacklist
The Metallica Blacklist ist ein Tributealbum an die US-amerikanische Metal-Band Metallica. Das Album wurde am 10. September 2021 über Blackened Recordings veröffentlicht.

## Entstehung
Das Tributealbum wurde anlässlich des dreißigjährigen Jubiläums von Metallicas selbstbetitelten Album, auch bekannt als das Schwarze Album, veröffentlicht. 53 Künstler aus verschiedenen Genres, von Singer-Songwritern über Country, Elektronische Musik bis zu Hip-Hop covern darauf die zwölf Lieder des Albums. The Metallica Blacklist erschien in digitaler Form, auf vier CDs oder auf sieben LPs. Sämtliche Einnahmen werden für wohltätige Zwecke gespendet. Die eine Hälfte geht an die von Metallica gegründete Stiftung All Within My Hands, während die andere Hälfte an die von den covernden Künstlern ausgewählten Organisationen geht. Während The Metallica Blacklist gleich zwölf Versionen des Liedes Nothing Else Matters enthält gibt es nur jeweils eine Version der Lieder Of Wolf and Man und The Struggle Within. Das Album erschien am 10. September 2021 in digitaler Form und am 1. Oktober 2021 auf physischen Formaten.
Das Duo Rodrigo y Gabriela wurde für ihre Version des Liedes The Struggle Within bei den Grammy Awards 2022 in der Kategorie Best Arrangement, Instrumental or A Cappella nominiert.

## Titelliste
| CD 1 | CD 2 |
| Enter Sandman 1. Alessia Cara & The Warning 2. Mac DeMarco 3. Ghost 4. Juanes 5. Rina Sawayama 6. Weezer Sad but True 1. Sam Fender 1 2. Jason Isbell 3. Mexican Institute of Sound feat. La Perla & Gera MX 4. Royal Blood 5. St. Vincent 6. White Reaper 7. YB | Holier Than Thou 1. Biffy Clyro 2. The Chats 3. OFF! 4. PUP 5. Corey Taylor The Unforgiven 1. Cage the Elephant 2. Vishal Dadlani, Divine, Shor Police 3. Diet Cig 4. Flatbush Zombies feat. DJ Scratch 5. Ha*Ash 6. José Madero 7. Moses Sumney                                                                |
| CD 3 | CD 4 |
| Wherever I May Roam 1. J Balvin 2. Chase & Status feat. BlackRoad Gee 3. The Neptunes 4. Jon Pardi Don’t Tread on Me 1. SebastiAn 2 2. Portugal. The Man 3. Volbeat Through the Never 1. The Hu 2. Tomi Owó Nothing Else Matters 1. Phoebe Bridgers 2. Miley Cyrus feat. WATT, Elton John, Yo-Yo Ma, Robert Trujillo & Chad Smith 3. Dave Gahan 4. Mickey Guyton 5. Dermot Kennedy 6. Mon Laferte | Nothing Else Matters 1. Igor Levit 2. My Morning Jacket 3. PG Roxette 4. Darius Rucker 5. Chris Stapleton 6. Tresor Of Wolf and Man 1. Goodnight, Texas The God That Failed 1. Idles 2. Imelda May My Friend of Misery 1. Cherry Glazerr 2. Izïa 3. Kamasi Washington The Struggle Within 1. Rodrigo y Gabriela |

## Rezeption

### Rezensionen
Matthias Bossaller vom deutschen Onlinemagazin laut.de schrieb, dass die „genrefremden Versionen […] den Metallica-Songs eine ganz neue und frische Note“ verpassen. Christof Leim vom deutschen Onlinemagazin uDiscover Music beschrieb The Metallica Blacklist als eine „lustige Sammlung an Coverversionen, in die man am besten in handlichen Dosen und im Shuffle-Modus eintaucht“.

### Chartplatzierungen
| ChartsChartplatzierungen       | Höchstplatzierung | Wochen |
| ------------------------------ | ----------------- | ------ |
| Österreich (Ö3)                | 6 (1 Wo.)         | 1      |
| Vereinigte Staaten (Billboard) | 103 (1 Wo.)       | 1      |